# يوهانيس بلهارس
يوهانيس بلهارس ( ولد في 15 / كانون الثاني / 1956) هو شاعر ورسام ومترجم ألماني.

## سيرة
وُلد بلهارس في مدينة أوبوندورف آم نيكار، في ولاية بادن فورتمبيرغ. التحق بمدارس محلية، ودرس الإنجليزية والفرنسية والإسبانية والكاتلانية في جامعة ريغنسبورغ في الفترة من 1975 حتى 1977، ثم أكمل دراسته عام 1977 في جامعة كولورادو وتخرج بدرجة الماجستير في الأدب الإنجليزي/ الكتابة الإبداعية عام 1980.
عمل بشكل أساسي في الترجمة، وسافر إلى عدة دول، إلى الولايات المتحدة بالمقام الأول، و المكسيك وأوروبا وآسيا. سكن في مدينة بولدر (كولورادو) وفي مدينة ساليدا وكولورادو وشتوتغارت وألمانيا، ويعيش حاليًا في كلٍّ من بليتشوزن (ألمانيا) وروما (إيطاليا).
وقد كتب باللغتين الألمانية والإنجليزية، ونشر أشعار وقصص و ترجمات للشعر من لغات مختلفة في عدة مجلات مطبوعة وأخرى عبر الإنترنت منذ عام 1978.
عام 2003، نُشر مجلد يحوي قصصه القصيرة بعنوان ( Die gottosen Ameisen ).
أقام معرض فني فردي و شارك بمعارض أخرى جماعية في فرنسا وألمانيا والهند وإيطاليا منذ عام 2002، وظهر في ندوات شعرية عامة مع عازفي جاز و موسيقي هنود في ألمانيا منذ 2003.
وقد ترجم لشعراء كثر منهم، جابرييل فيراتير، باربرا غست، جون آشبيري، كينيث كوش، هاري ماثيوز، إد دورن، جون ترانت، كابير، روبندرونات طاغور، فريدرش هولدرلين، هوجو فون هوفمانستال، إنجيبورغ باخمان و إيرون إننزينغر.

## المطبوعات
- Rural Ditties (English; self-published, 1980)
- Minima Amoralia (German; self-published, 1981)
- Die gottlosen Ameisen (German; Alkyon Verlag, 2003)
- Best of Meme (English; Wordclay, Bloomington, Indiana, USA 2008, (ردمك 978-1-60481-364-7))
- 101 (English; epubli, Berlin, Germany 2014, (ردمك 978-3844290943))
- Eine finnische Jazznummer für die Missverstandenen (German; epubli, Berlin, Germany 2014, (ردمك 978-3-8442-9018-9))

## روابط خارجية
- Johannes Beilharz's literature and art pages
- Official homepage